# Elasmotherium
O Elasmotherium sibiricum, unicórnio siberiano ou rinoceronte-de-chifre-grande foi um animal pré-histórico que viveu há 200 mil anos durante o Pleistoceno. Era um parente próximo dos atuais rinocerontes porém era três vezes maior, seu chifre podia chegar a quase 2 metros de comprimento.

## Descrição
Seu nome científico é Elasmotherium sibiricum e esta espécie do gênero Elasmotherium foi descrita por Gotthelf Fischer, professor na Universidade de Moscou em 1808.
Era um rinoceronte gigante, com dois metros de altura, seis metros de comprimento e um chifre único em sua testa com dois metros de altura. O animal devia pesar em torno de 4 toneladas. As patas traseiras eram mais longas que as dianteiras.
Viveu junto de mamutes, tigre-dentes-de-sabre, ursos e outros animais pleistocênicos, provavelmente um Elasmotherium adulto não deveria temer muito os predadores de sua época.
Sua dieta baseada em raízes é evidenciada por seus dentes hipsodontizados, que garantiram proteção contra abrasivos neste tipo de alimento. Como evidenciado pela reconstrução do cérebro, o Elasmotherium sibiricum possuía um nível bastante primitivo de organização.

## Habitat
Em regiões de neve, florestas boreais nevadas e pequenas montanhas da Europa oriental e Ásia, principalmente Ucrânia, Moldávia, China e sul da Rússia. Os fósseis de Elasmotherium sibiricum costumam são encontrados em vales de rios, o que indica que o mesmo se alimentava de vegetações  que ficavam as margens de rios, ao contrário de outros rinocerontes primitivos.

## História e lendas
De acordo com a enciclopédia sueca Nordisk familjebok, publicada de 1876 a 1957, e com o cientista Willy Ley, o animal pode ter sobrevivido o suficiente para ser lembrado em mitos do povo russo.
Um crânio fossilizado bem preservado encontrado no Cazaquistão revela que a criatura peluda ainda estava viva e andava no planeta cerca de 29.000 anos atrás, de acordo com um estudo publicado no American Journal of Applied Sciences.
O viajante muçulmano Amade ibne Fadalane diz ter passado por locais onde homens caçavam o animal. Fadalane, inclusive, afirma ter visto potes feitos com chifres do unicórnio.[carece de fontes?] Em 1663, perto de uma caverna na Alemanha, foi encontrado o esqueleto de um animal que, especulava-se, seria um unicórnio. As ossadas encontradas na Alemanha eram possivelmente de mamute com outros animais, montados por humanos de forma equivocada.
A caveira estava intacta e com um chifre único no meio, preso com firmeza. Cerca de 100 anos depois, uma ossada semelhante foi encontrada perto da mesma caverna. Os dois esqueletos foram analisados por Gottfried Leibniz, sábio da época, que declarou que (a partir das evidências encontradas) passara a acreditar na existência de unicórnios.